# 約翰·傑弗里斯
約翰·杰弗里斯（英語：John Jeffries，1745年2月5日－1819年9月16日）是波士頓醫生和科學家，同時在美國革命期間於新斯科細亞與紐約州擔任英國陸軍軍事外科醫生。

## 外部連結
- WorldCat 聯合目錄中約翰·傑弗里斯的著作或與之相關的著作
- Jeffries Air-Mail Letter Collection, Amherst College Archives and Special Collections （页面存档备份，存于）
- John Jeffries Papers[永久] at Houghton Library, Harvard University